# NXT UK TakeOver
NXT UK TakeOver foi uma série de eventos periódicos de luta profissional do Reino Unido produzidos pela WWE, uma promoção americana de wrestling profissional com sede em Connecticut. Os eventos foram produzidos exclusivamente para a divisão de marca NXT UK da promoção, uma marca irmã do NXT com sede no Reino Unido, e foram transmitidos ao vivo na WWE Network. Os eventos NXT UK TakeOver serviram como contrapartida da marca para os principais shows TakeOver da marca NXT.
Apenas três eventos NXT UK TakeOver foram produzidos. Um quarto foi planejado para 2020 e adiado para 2021, mas acabou cancelado devido à pandemia do COVID-19 que começou em meados de março de 2020. No final de 2021, a principal série TakeOver do NXT foi descontinuada depois que o NXT foi renomeado como NXT 2.0. A marca NXT UK foi dissolvida em setembro de 2022 para o relançamento do NXT Europe em 2023.

## História
Os primeiros especiais ao vivo da WWE realizados no Reino Unido foram o Torneio do Campeonato do Reino Unido e o United Kingdom Championship Special em 2017, e um segundo Torneio do Campeonato do Reino Unido em 2018. Esses eventos foram ao ar exclusivamente na WWE Network. Logo após o estabelecimento da marca NXT UK em junho de 2018, seguido por seu próprio programa de televisão em outubro, a marca começou a hospedar seus próprios eventos "TakeOver" na WWE Network - TakeOver era o nome dos principais especiais periódicos ao vivo do NXT. O primeiro NXT UK TakeOver foi TakeOver: Blackpool em janeiro de 2019.
Apenas um evento NXT UK TakeOver teve que ser cancelado. TakeOver: Dublin foi originalmente programado para ser transmitido ao vivo da 3Arena em Dublin, Irlanda, em 26 de abril de 2020 e teria sido o primeiro TakeOver realizado fora do Reino Unido. O evento foi inicialmente remarcado para 25 de outubro de 2020 devido à pandemia do COVID-19, que começou a afetar toda a programação da WWE em meados de março daquele ano. No entanto, devido à pandemia em curso, o evento foi remarcado mais uma vez, desta vez para 20 de junho de 2021. Em 30 de abril, no entanto, a WWE confirmou que o evento havia sido cancelado.
Nenhum outro evento NXT UK TakeOver foi agendado após o cancelamento do TakeOver: Dublin. A série principal TakeOver do NXT também foi descontinuada no final de 2021. O NXT UK foi dissolvido em setembro de 2022 para o relançamento do NXT Europe em 2023.

## Eventos
| 1                                                    | Blackpool    | 12 de janeiro de 2019 | Empress Ballroom         | Blackpool, Lancashire, Inglaterra       | Pete Dunne (c) vs Joe Coffey pelo Campeonato do Reino Unido da WWE | [ 10 ] |
| 2                                                    | Cardiff      | 31 de agosto de 2019  | Motorpoint Arena Cardiff | Cardiff, South Glamorgan, País de Gales | Walter (c) vs Tyler Bate pelo Campeonato do Reino Unido da WWE     | [ 11 ] |
| 3                                                    | Blackpool II | 12 de janeiro de 2020 | Empress Ballroom         | Blackpool, Lancashire, Inglaterra       | Walter (c) vs Joe Coffey pelo Campeonato do Reino Unido da WWE     | [ 12 ] |
| (c) – refere-se ao(s) campeão(s) indo para a partida |              |                       |                          |                                         |                                                                    |        |